# Santa Ana (Jujuy)
Santa Ana es una localidad de argentina, situada en el este de la provincia de Jujuy, en el departamento Valle Grande. Está dentro del perímetro de la reserva de biosfera de las Yungas.
Su población urbana, o sea agrupada, es de 684 hab.